# Colubotelson chiltoni
Colubotelson chiltoni är en kräftdjursart som först beskrevs av Mrs. Sheppard 1927.  Colubotelson chiltoni ingår i släktet Colubotelson och familjen Phreatoicidae. Inga underarter finns listade i Catalogue of Life.